# Mariano de la Bárcena
Mariano Santiago de Jesús de la Bárcena e Ramos (23 de julho de 1842 - 10 de abril de 1899) foi um botânico, naturalista e engenheiro mexicano.
Foi filho de dom José María de la Bárcena e Villaseñor e de doña Candelaria Ramos Celis. O seus avôs paternos foram dom Ramón de la Bárcena e doña Manuela Villaseñor, e seus avôs maternos foram dom Juan José Ramos de la Peña e doña María Josefa Celis Palomera. Realiza sua primária em Ameca, e é aprendiz de taberneiro, mas também recebe de seu maestro, noções de música. Assim sua família o envia a Tapatía onde estuda piano, pintura e termina sua primária. Depois pela sua excelência em pintura, vai à cidade de Guadalajara, mas era uma metrópole que o fazia sofrer, em 1867 o obrigou a retomar na cidade do México. Estuda Geologia, Botânica, Química, inclinando-se decididamente pela história natural. Esteve na "Escola de Engenheiros", apaixonando-se na mineralogia, com Antonio del Castillo.
Em 1871 é nomeado membro da "Sociedade Mexicana de História Natural". E recebe-se de "engenheiro topógrafo hidromensor, geógrafo, ensaiador e afinador de metais.
Tendo visitado com seus alunos uma simples viagem de prática a Querétaro, apresenta na "Escola de Engenheiros" uma monografia geral de estatística, arqueologia, botânica, fitogeografia, zoologia, história, geografia, agregando a sua vez a identificação e nomeação de duas espécies originais fósseis, em rochas mesozoicas e que batizou a uma delas em honra a seus mentores com o nome de Gaudichaudia enrico-martinezii Bárcena
Em 1877 funda o Observatório Astronómico Nacional do México do qual foi diretor.
Em 1878, a "Sociedade Mexicana de Geografia e Estatística" nomeia-o "sócio honorário".
Em 1880, em Guadalajara, na "II Exposição das Classes Produtoras de Jalisco", o júri decreta-lhe “ Grande prémio pela sua carta geológica, 1.ª em sua espécie, formada até hoje ”.
Em 1883 é premiado na "Exposição Internacional de Filadelfia" e em 1885 na de Nova Orleães.
Casa-se a 14 de janeiro de 1882 com Soledad de los Rios y Arias, em Guadalajara, tendo três filhas: Ana María, Rosa e Cristina.
Em 1888 foi deputado suplente no Congresso da União, e Secretário de Governo.
Em 13 de novembro de 1889 é governador de Jalisco, substituindo ao falecido titular General Ramón Corona. Renúncia por saúde. Mas depois é eleito senador, representando ao Estado na Câmara Legislativa Federal.
Teve correspondência com importantes cientistas da época; e obtém renome como geólogo e naturalista.
Em 31 de julho de 1895 por decreto real de Alfonso XIII, e em seu nome a rainha regente María Cristina, faz-lho comendador da "Real Ordem de Isabel a Católica".
Morreu a 10 de abril de 1899, deixando testamentaria com seu epitafo:

 “ Aqui repousam os restos do naturalista Mariano da Bárcena. Dedicou a sua vida ao estudo admirando a sabedoria de Deus ”.
Publicou 30 livros e folhetos; e uma quantidade muito considerável de artigos em revistas e em jornais. A suas principais obras sobre Jalisco são:
- Descrição de Guadalajara, 1880
- Ensaio estatístico do Estado, 1888
- As classes produtoras de Jalisco , 1880

## Honras
Uma rua de Guadalajara leva seu nome (dantes "Cerrada de Jesús María"). Em sua cidade natal, uma escola e um mercado levam seu nome.
O "Honorávele Congresso de Jalisco" eleva à qualidade de "Benemérito do Estado em grau Heroico" a Dom Mariano da Bárcena y Ramos, e autoriza-se a transladação dos seus restos mortais à Praça da Rotunda dos Homens Ilustres.-27 de novembro de 1999.
Em 3 de fevereiro de 2000 por "Acordo do Executivo" declara-se autorizado o expediente administrativo relativo a transladar os restos do C. Dom Mariano del la Bárcena e Ramos à rotunda erigida na praça dos Jaliscienses Ilustres, localizada na confluência das ruas Liceo, Independência, Prefeito e Hidalgo desta cidade.

### Epónimos
O vulcão da ilha San Benedicto (arquipélago das Revillagigedo) leva o seu apelido.